# Autoimmun hemolytisk anemi
Autoimmun hemolytisk anemi är en form av brist på röda blodkroppar som orsakas av att kroppens egna immunförsvar angriper och förstör dem.